# 拉胡耶區
拉胡耶區（阿拉伯语：‎），是阿爾及利亞的行政區，位於該國北部，由提亞雷特省負責管轄，首府設於拉胡耶，面積271平方公里，2008年人口24,657，人口密度每平方公里91人。